# Кармала (приток Большого Черемшана)
Кармала́ — река в России, протекает по территории Елховского и Кошкинского районов Самарской области и Новомалыклинского района Ульяновской области. Устье реки находится в 79 км от устья Большого Черемшана по левому берегу. Длина реки составляет 66 км. Площадь водосборного бассейна — 437 км².

## Этимология
Название происходит от татарского слова карама, карамалы (вяз, вязовый). Такое название имеют много рек и селений в регионе (встречаются также варианты Карамалы, Кармалы, Карамалка, Карамалки и т. д.).

## Описание
Кармала начинается на высоте около 164 м над уровнем моря у северной окраины леса Проглея в 2 км южнее села Борма. Генеральным направлением течения реки является север. К северо-западу от села Старая Кармала впадает в Большой Черемшан на высоте 64 м над уровнем моря.
Притоки: Камышлейка, Сухая Кармала.

## Данные водного реестра
По данным государственного водного реестра России относится к Нижневолжскому бассейновому округу, водохозяйственный участок реки — Большой Черемшан от истока и до устья. Речной бассейн реки — Волга от верхнего Куйбышевского водохранилища до впадения в Каспий.
Код объекта в государственном водном реестре — 11010000412112100005053.